# Temnopleuroida
Ordre
Les Temnopleuroida constituaient un ordre d'oursins, désormais obsolète (remplacé par les Temnopleuridea). 

## Caractéristiques
Ce sont des oursins réguliers à la coquille (« test ») ronde et légèrement aplatie dorsalement : le test est généralement plat sur la face inférieure (dite « orale »), et plus ou moins subconique vers l'apex (sommet du test). La bouche est située au milieu de la face orale, et l'anus à l'opposé, au sommet de la face aborale (on l'appelle « périprocte »). Les radioles (piquants) sont disposées en méridiens bien visibles. Plusieurs de ces oursins sont venimeux.

## Taxinomie
Selon ITIS (9 octobre 2013) :
- Famille Temnopleuridae (A. Agassiz, 1872)
  - Genre Amblypneustes (Agassiz, 1841b)
  - Genre Holopneustes (Agassiz, 1841c)
  - Genre Mespilia (Desor, in Agassiz & Desor, 1846)
  - Genre Microcyphus (Agassiz, in Agassiz & Desor, 1846)
  - Genre Pseudechinus (Mortensen, 1903)
  - Genre Salmaciella (Mortensen, 1942)
  - Genre Salmacis (Agassiz, 1841c)
  - Genre Temnopleurus (Agassiz, 1841b)
  - Genre Temnotrema (Agassiz, 1864)
- famille Toxopneustidae (Troschel, 1872)
  - Genre Lytechinus (Agassiz, 1863)
  - Genre Pseudoboletia (Troschel, 1869)
  - Genre Sphaerechinus (Desor, 1856)
  - Genre Toxopneustes (Agassiz, 1841b)
  - Genre Tripneustes (Agassiz, 1841b)

World Register of Marine Species (9 octobre 2013) ne reconnait pas cet ordre : ils incluent l'infra-ordre des Temnopleuridea (qui contient les familles Temnopleuridae et Trigonocidaridae) au sein de l'ordre des Camarodonta (non reconnu par les autres organismes de classification). Ils placent les Toxopneustidae dans ce même ordre, au sein de l'infra-ordre des Echinidea et de la super-famille des Odontophora.

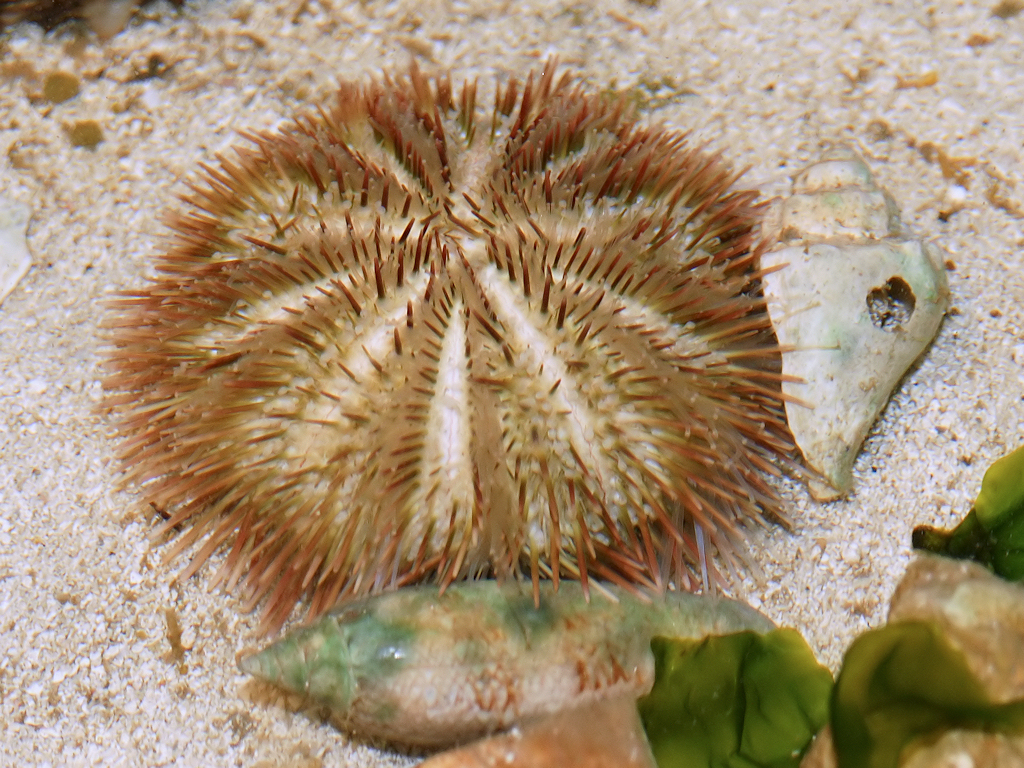
Lytechinus variegatus
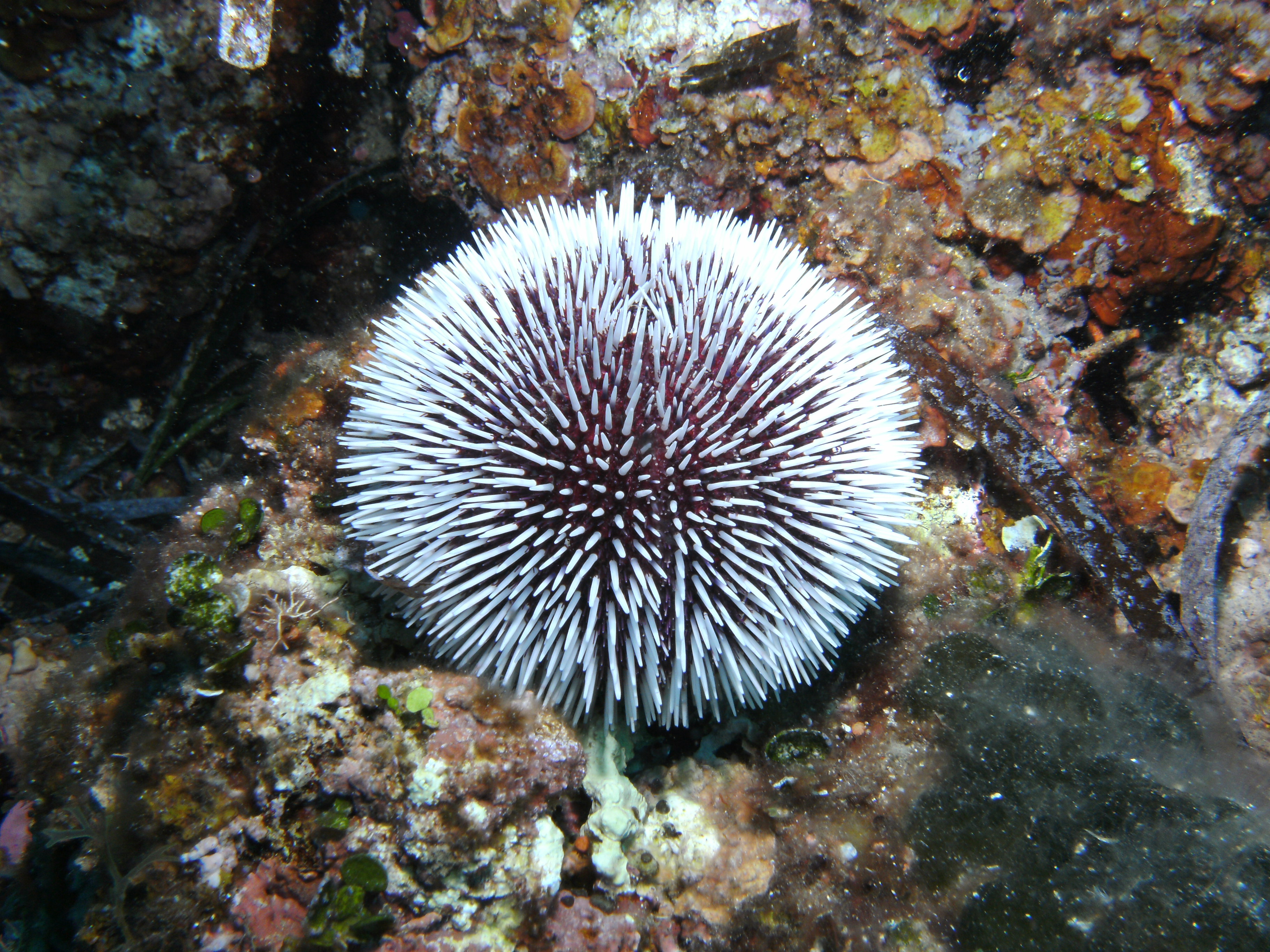
Sphaerechinus granularis
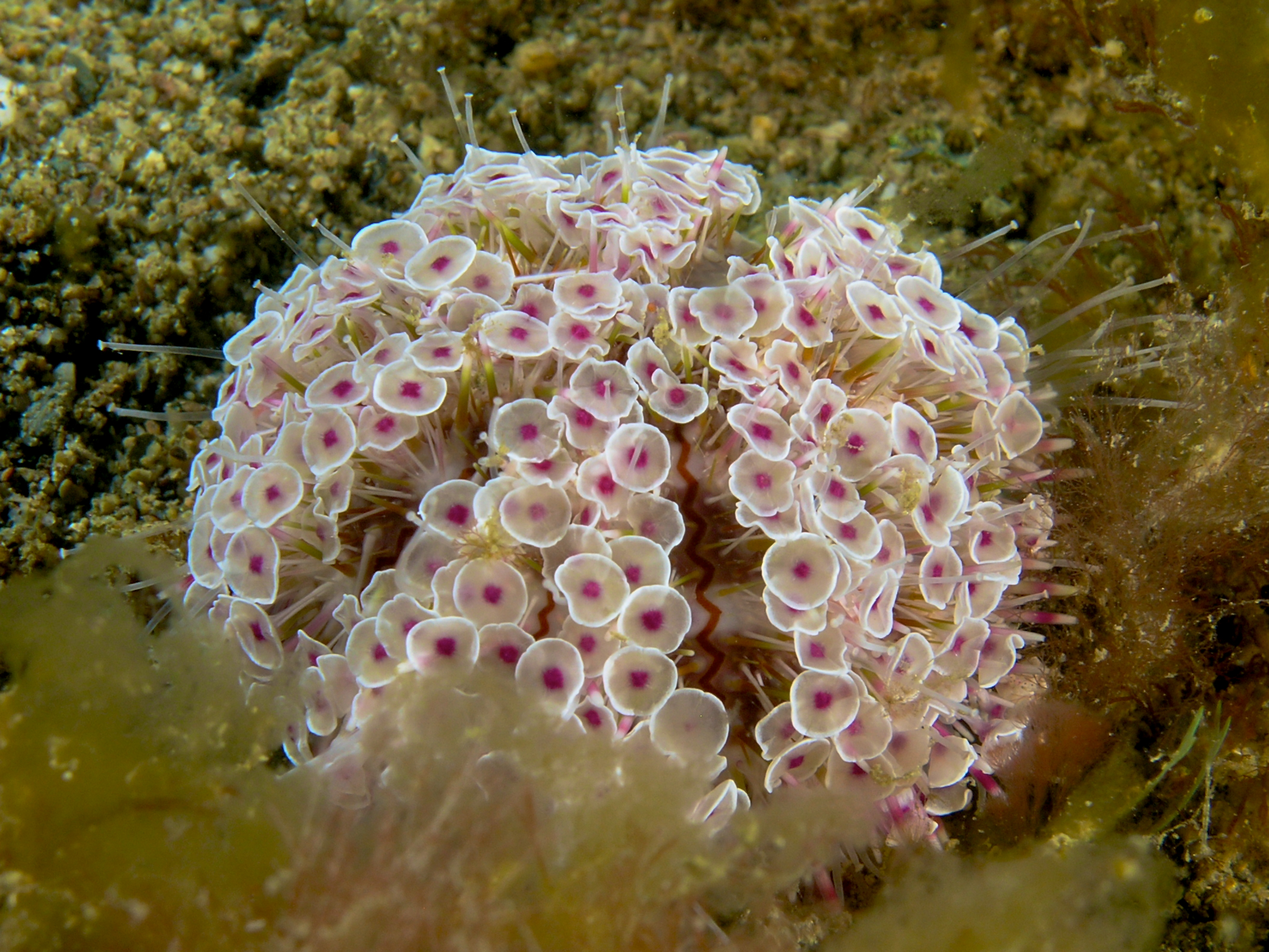
Toxopneustes pileolus
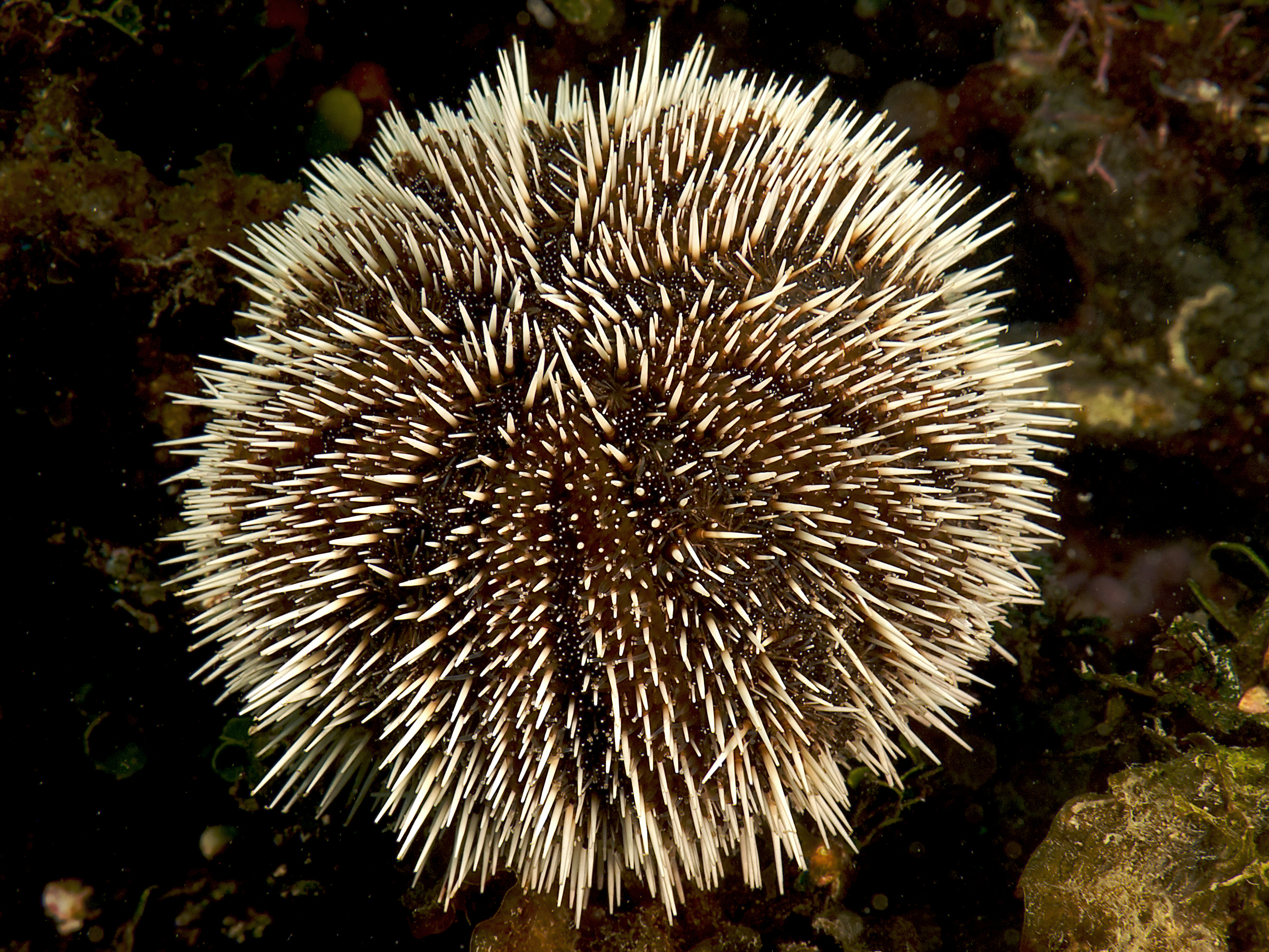
Tripneustes ventricosus